# Риштанская волость
Риштанская (Рошидонская) волость — административно-территориальная единица в составе Кокандского уезда Ферганской области Туркестанского генерал-губернаторства с 1876 по 1926 год.
Административный центр — бывший древний город, на то время торгово-ремесленный, земледельческо-садоводческий городок позднефеодального периода Рошидон Риштан.

## История
После присоединении в 1876 году к Российской империи Кокандского ханства и образования Ферганской области, управлялась на основании «Положения», разработанного в 1873 году Кауфманом. В начале 1880 уезды уезды Ферганской области были укрупнены и преобразованы в пять новых уездов — Кокандский, Маргеланский, Наманганский, Андижанский и Ошский. Такое административное деление полностью соответствовало царскому колониальному принципу: «разделяй и властвуй». Для управления новыми колониями Российская империя разработала отдельный свод законов (Положение). Согласно этим документам Риштанская волость вошла в состав Кокандского уезда. В 1886 для управления колониальными народами Туркестанского генерал-губернаторства было разработано новое «Положение», согласно которому административное управление приняло военно-колониальный характер.
После установления советской власти в 1923—1929 годах в ходе районирования в 1926 году на месте Риштанской волости Постановлением ЦИК Узбекской ССР за № 5 от 29 сентября 1926 года в составе Ферганской области, Узбекистана был образован Риштанский район с административным центром — селом Риштан, и тем самым существовавшая в течение 50 лет Риштанская волость прекратила свою деятельность.

## География
Риштанская волость располагалась на юго-западе Ферганской области в предгорьях Алайского хребта на правом побережье реки Сох. Волость имела выгодное расположение на пересечении караванных путей и дорог, на стыке предгорной равнины и горных территорий, то есть здесь проходила граница расселения оседлого и кочевого населения в данном регионе.
Территория волости составляла 25250 десятин из которых 9633 десятин орошаемых. Граничила волость на западе с Яйпанской Кокандского уезда, на севере Зохидонской Кокандского уезда, на востоке Алтыарыкской Маргеланского уезда и на юге Сохской волостью Кокандского уезда.
Основными гидротехническими сооружениями волости были небольшие оросительные каналы — арыки: Риштон-арык, Туда-арык, Дутир-арык, Зар-арык, вода к которым поступала из реки Сох.

## Административное деление
В 1882—1912 году в Кокандский уезд был разделен на 4 участка (Бачкирский, Бишъ-арикский, Канибадамский, Пригородный) куда входили 23 волостей. В административное деления уезда кроме Риштанской волости (Бачкирский участок), входили Сохская, Бешарикская, Яйпанская, Исфаринская, Канибадамская, Араванская, Ганжираванская, Кайнарская, Кенагаская, Кудашская, Чирчик-Жидииская, Жанжалская, Кипчакская, Каракалпаксухская, Задианская, Янгикурганская, Ултарминская, Найманская, Бабайдинская, Нагуткипчакская, Лайлакская, Махрамская волость.
В Риштанскую волость входили 12 сельских общин, в частности, Юкари-Риштанская, Куи-Риштанская, Якка-Карагачская, Катпутская, Акъ-Ирская, Тудинская и Пандиганская. Административный центр Риштан как и в древние времена был разделён на две части: Юкари-Риштан (Калъаи-Боло) и Куи-Риштан (Калаи-Поин).

## Глава волости
До 1877 года главой волости (мингбоши) Рошидон являлся Мирзо Қаландарв, а после его смерти в течение 30 лет (1877—1907) эту должность возглавлял его сын общественный деятель, предприниматель, меценат Муҳаммад Шокир Мирзохидбай Қаландар огли (1834—1918), который за преданную и достойную службу во благо своего народа был награждён Его Императорским Величеством 3 орденами и 3 медалями Российской империи.
Согласно справочнику о населённых местах Ферганской области, составленному в 1909 году, приставом Бачкирского участка был капитан Иван Ильич Степанов, начальником станции Серово Владимир Федорович Савельев, помощниками — Марк Тимофеевич Сухотеплый и Иван Алексеевич Машков, волостным управителем Риштана Исмоил Ходжи Мадаминов (дядя Шокира мингбаши), народным судьёй — Мулла Израиль Мадхакимов, в Риштанском врачебном пункте должность врача была вакантной, фельдшером-акушеркой была Екатерина Петровна Жукова, фельдшером — Иван Мартович Пулциловский.
«Обществом попечения о бедных и больных детях» Российской империи состоящей под покровительством Ее Императорского Высочества Елизаветы Маврикиевны, в 1905 году выпущена «Золотая книга Российской империи», в которую включены лица составляющие гордость и славу Российской империи во второй половине XIX — начале XX века. За заботу о людях и меценатство, глава Рошидона Муҳаммад Шокир Мирзохидбай Қаландар огли (Шокир ота) признан одним из самых известных граждан России и одним из первых представителей Туркестана включен в эту книгу.

## Население
В 1882 году в волости проживало 17 970 человек. Население состояло из сартов, узбеков, таджиков, киргизов и др. Количество русских по этим данным не превышало 10 человек. Таджики — основное население административного центра волости Риштан, с. Калаи-нау (Калаинов, Абдуллабоен, Хуррамабад), с. Кашкарыянъ (Кашкарён), в остальных селениях проживали преимущественно узбеки — различных тюркских и отуреченных монгольских племен, в основном племенами южных-монголов и восточных Дашти-Кипчаков: джалаиры (с. Джалаиръ, Чек-Джалаиръ), кипчаки (с. Кипчакъ-Пандиганъ, Урта-Пандиганъ, Чубурганъ-Пандиганъ, Уимаутъ-Пандиганъ, ойраты (с. Уйратъ-Пандиганъ, Кургонча-Пандиганъ), дурмены (с. Дурмонча), киргизы (с. Джайильма), минги-юзы (с. Ак-еръ, Туда, Дутыръ), кырки, сарайы, бостоны и др. Однако не стоит путать их с современными узбеками имеющих тюрко-иранское происхождение и ведущих исторически оседлый образ жизни, древними предками которых были согдийцы, хорезмийцы, бактрийцы, ферганцы и другие сако-масагетские племена.
В 1909 году Риштанская волость входила в Бачкирский участок, на территории волости проживало 21 811 человек. В данной таблице кроме селений Риштанской волости указаны некоторые селения Задиянъской волости, которые в настоящее время входит в состав Риштанского района.
| Население Риштанской волости и прилегающих селений в 1909 году. |               |               |                                                                                                |
| Название селеній                                                | Число дворовъ | Число жителей | Переобладающій составъ населенія (сарты-тюркизированные персоязычные населения, и др. племена) |
| Риштан                                                          | 1136          | 6415          | таджики                                                                                        |
| Ак-еръ                                                          | 700           | 3730          | узбеки (тюрки, катаган, минги, юзы, кырки)                                                     |
| Задиянъ                                                         | 617           | 3462          | сарты, узбеки (тюрки, катаган, минги, юзы, кырки)                                              |
| Джалаиръ                                                        | 345           | 1707          | сарты, узбеки (джалаиры, конгурат, сарай, ойраты, хытай)                                       |
| Туда                                                            | 280           | 1510          | узбеки (тюрки, минги, юзы, кырки)                                                              |
| Бешъ-капа                                                       | 264           | 1345          | сарты, узбеки (тюрки, катаган, минги, юзы, ойраты)                                             |
| Джаханъ-абад                                                    | 181           | 1032          | узбеки (тюрки, катаган, минги, юзы, кырки)                                                     |
| Юкори-катпут                                                    | 209           | 1000          | узбеки (тюрки, катаган, минги, юзы, кырки)                                                     |
| Дутыръ                                                          | 177           | 932           | узбеки (тюрки, катаган, минги, юзы, кырки)                                                     |
| Дурмонча                                                        | 151           | 822           | сарты, узбеки (дурмены, найман, конгурат, сарай, ойраты)                                       |
| Якка-кайрагачъ                                                  | 186           | 807           | узбеки (тюрки, катаган, минги, юзы, кырки)                                                     |
| Буджай                                                          | 162           | 800           | сарты, узбеки (бостон, кырлык, сарай)                                                          |
| Джайильма                                                       | 171           | 797           | киргизы                                                                                        |
| Авазбай                                                         | 127           | 789           | сарты, узбеки (тюрки, катаган, минги, юзы, кырки)                                              |
| Уимаутъ-Пандиганъ                                               | 154           | 770           | узбеки (найман, кипчаки, конгурат, сарай, ойраты)                                              |
| Урта-Пандиганъ                                                  | 152           | 765           | узбеки (найман, кипчаки, конгурат, сарай, ойраты)                                              |
| Чек-Джалаиръ                                                    | 130           | 687           | сарты, узбеки (джалаиры, найман, конгурат, сарай, ойраты)                                      |
| Кипчакъ-Пандиганъ                                               | 109           | 572           | узбеки (найман, кипчаки, конгурат, сарай, ойраты)                                              |
| Чубурганъ-Пандиганъ                                             | 112           | 552           | узбеки (найман, кипчаки, конгурат, сарай, ойраты)                                              |
| Вакфъ-Арбобъ                                                    | 123           | 549           | узбеки (тюрки, катаган, минги, юзы, кырки)                                                     |
| Чек-Насриддин                                                   | 117           | 525           | сарты, узбеки (бостон, кырлык, сарай)                                                          |
| Калаи-нау                                                       | 103           | 496           | таджики                                                                                        |
| Булакъ-Баши-Бало                                                | 109           | 486           | сарты, узбеки (тюрки, катаган, минги, юзы, ойраты)                                             |
| Булакъ-Баши-Паянъ                                               | 103           | 472           | сарты, узбеки (тюрки, катаган, минги, юзы, ойраты)                                             |
| Кургонча-Пандиганъ                                              | 100           | 448           | узбеки (ойраты, найман, конгурат, сарай, кипчаки)                                              |
| Кашкарыянъ                                                      | 93            | 445           | таджики                                                                                        |
| Амиръ-абад и Хтай                                               | 87            | 425           | сарты, узбеки (тюрки, катаган, минги, юзы, кырки)                                              |
| Уйратъ-Пандиганъ                                                | 110           | 413           | узбеки (ойраты, найман, конгурат, сарай, кипчаки,)                                             |
| Бустанъ                                                         | 72            | 405           | сарты, узбеки (бостон, кырлык, сарай)                                                          |
| Бутка                                                           | 78            | 391           | сарты, узбеки (тюрки, катаган, минги, юзы, кырки)                                              |
| Амиръ-абад Кызыл Туршак                                         | 76            | 388           | сарты, узбеки (тюрки, катаган, минги, юзы, кырки)                                              |
| Капа                                                            | 50            | 239           | сарты, узбеки (тюрки, катаган, минги, юзы, кырки)                                              |
| Даштъ-Джалаиръ                                                  | 43            | 199           | сарты, узбеки (джалаиры), конгурат, сарай, ойраты, цыгане, хытай                               |
| Куйи-катпут                                                     | 24            | 112           | узбеки (тюрки, катаган, минги, юзы, кырки)                                                     |
| Калабадъ                                                        | 13            | 72            | узбеки (тюрки, катаган, минги, юзы, кырки)                                                     |

## Экономика
Основным занятием населения волости было земледелие, скотоводство и ремесленничество. Земледелие велось при искусственном орошении. Основными возделываемыми культурами являлись пшеница, ячмень, рис, просо, дурра, бобовые растения и хлопчатник.
Из фруктовых деревьев были распространены абрикос, груши, вишни, сливы, персик, виноград и в особенности тутовое дерево, использовавшееся для шелководство. Большое значение имели посевы дынь, арбузов и огурцов. В садоводстве особое место занимало выращивание абрикосов урюк, риштанскими садоводами были выведены сорта урюков, такие как «кандак», «мулаханда», «муллагадои», «мирсанжали», «субхони» и др.
Как и положено на востоке с древних времён, в Риштане существовал свой базар, на котором велась оживлённая торговля. Так как Риштан имел выгодное расположение на пересечении караванных путей и дорог, на стыке предгорной равнины и горных территорий, здесь проходила граница расселения оседлого и кочевого населения, что создавало очень выгодные условия для торговли и обмена. Базар служил не только местом продажи, но и производства. Там работали в открытых помещениях, на виду у всех проходящих, кузнецы, медники, гончары, портные, сапожники и прочие ремесленники. В центральной части базара располагался караван-сарай, в котором производилась оптовая торговля.
Промышленность была в основном мелкая, кустарная, основным видом ремесленничество являлось гончарство. С древних времён Рошидон известен как крупнейший в Центральной Азии центр по производству уникальной глазурованной керамики.
Этот промысел возник в Риштане с возникновением поселения. Здесь с древнейших времён была разработана уникальная технология создания керамических изделий. Гончарством занимались только в административном центре Рошидон. К началу XX века в селе насчитывалось более 80 кустарных гончарных мастерских, в которых работали 300 человек.
Изделия лучших мастеров — усто Муллы Мадамина Ахуна, усто Тохты, усто Сали и других, неоднократно выставлялись на всероссийских выставках-ярмарках, а 1900 году они успешно экспонировались на Всемирной выставке в Париже. В 1904 году на промышленной и кустарной выставке в Фергане мастер из Рошидона Баба Ходжи Мирсалим за изготовленный им глиняный самовар получил из рук военного губернатора области генерала-майора В. И. Покотило золотую медаль.
Продукция риштанских гончаров вновь начала поступать во все города Средней Азии, а некоторые мастера стали открывать собственные торговые лавки на базарах Коканда, Маргилана, Андижана, Самарканда, Ташкента и других городов.
В Риштане с древних времён начали добывать нефть, в частности, брат кокандского хана Худаяра, глава Маргилана Мурадхан с 1840 годов из риштанской нефти в Маргилане производил керосин. В конце XIX века в Риштане на 30-ти десятинах земли произвела работы вторая нефтяная группа под наименованием «Нефтяное и заводское промышленное товарищество „Риштан“» с уставным капиталом в 130 000 рублей. Рабочие нефтяники осенью 1905 под влиянием общероссийской политической стачки революционное движение забастовали и выдвинули экономические и политические требования, что явилось первым прогрессивным рабочим движением в Ферганской долине.

## Известные люди
- Бурхануддин ал-Маргилани ар-Рошидоний (1090—1164) — исламский теолог XII в. г. Риштан
- Пазыль-Аталык — глава города Рошидон, одновременно с 1701—1704 г. правитель Ферганы г. Ахсикент
- Абду Джалол (Усто Джалил) — гончар Усто (Учитель) всех гончаров Рошидона XVIII—XIX в. с. Риштан
- Абду Джамил (Усто Кури) — гончар Усто (Учитель) всех гончаров Рошидона XVIII—XIX в. с. Риштан
- Абдулла Кулол (Кали Абдулло) — гончар, Усто (Учитель) всех гончаров Рошидона XIX в. с. Риштан
- Нола Саййид Гозихон тура — поэт, кази (судья) Рошидона (XIX в.), г. Ура-Тюбе
- Мирзахидбаев, Шокирхон Каландарович — (Шокир-Ота) — глава города Рошидон (1834—1918), с. Риштан
- Мирзаабдулла Бакий Насреддинов — поэт, литературовед, переводчик, академик АН Узбекистана (1882—1967) с. Риштан
- Усманходжаев, Бузрукходжа — государственный и общественный деятель, Герой Социалистического Труда (1896—1977) с. Уйратъ-Пандиганъ
- Сарымсакова, Лютфи — актриса театра и кино, народная артистка СССР (1896—1991), с. Риштан
- Касымов, Мухаммеджан — актёр театра и кино, народный артист СССР (1907—1971), с. Риштан
- Хамраев, Эргаш — один их основоположников узбекского кино и из первых исполнителей главных ролей в Узбекфильме (1909—1942), с. Риштан
- Топвалдыев, Мамадали — Герой Советского Союза (1919—1969), с. Урта-Пандиганъ
- Ахмедов, Тухтасин — Герой Советского Союза (1915—2000), с. Дутиръ
- Боййигитов, Ортикбой — Герой Социалистического Труда (1922), с. Якка-Кайрагачъ